# Alcidion aestimabilis
Alcidion aestimabilis es una especie de escarabajo longicornio del género Alcidion, tribu Acanthocinini, subfamilia Lamiinae. Fue descrita científicamente por Melzer en 1934.

## Descripción
Mide 6,25 milímetros de longitud.

## Distribución
Se distribuye por Brasil.